# Antonio Balzano
Antonio Balzano (* 13. Juni 1986 in Bitonto) ist ein italienischer ehemaliger Fußballspieler.

## Karriere
Balzano fing das Fußballspielen in der Jugendabteilung der AS Bari an. 2004 wurde er in den Profikader übernommen, kam jedoch nicht über die reservistenrolle hinaus, weshalb er im Januar 2006 zu Cisco Roma wechselte. Nach einem halben Jahr ohne Einsatz verließ er Cisco und schloss sich dem FC Rieti an. Für diesen absolvierte er in einem Jahr 13 Ligapartien, ehe er 2007 zu Cisco Roma zurückkehrte. Nach einem weiteren Jahr mit wenigen Einsätzen konnte sich Balzano für die nächsten beiden Spielzeiten als Stammspieler empfehlen. 2010 wurde der Verein Cisco unter dem Namen Atletico Roma neugegründet, jedoch ein Jahr später komplett aufgelöst. Auch in diesem Jahr war Balzano Stammspieler. Nach der Auflösung wechselte er zu Delfino Pescara 1936, wo er sofort zu einem wichtigen Bestandteil der Mannschaft wurde. In seiner ersten Saison konnte er mit Delfino die Zweitligameisterschaft und den Aufstieg in die Serie A feiern. Obwohl Balzano auch in seiner ersten Erstligasaison regelmäßig zum Einsatz kam, verließ er Pescara nicht, nach dessen Abstieg, sondern spielte auch in der folgenden Saison für Delfino. Nachdem nun aber der Wiederaufstieg ausblieb, wechselte er zur Spielzeit 2014/15 zurück in die Serie A zu Cagliari Calcio.
Für Cagliari absolvierte Balzano 50 Ligapartien in zwei Jahren, ehe er in der Saison 2016/17 an die AC Cesena verliehen wurde. Im Sommer 2017 schloss sich Balzano dann wieder Delfino Pescara an.

## Erfolge
- Italienischer Zweitligameister: 2011/12
- Italienischer Zweitligameister: 2015/16